# ローン (装甲巡洋艦)
ローン (SMS Roon) はドイツ帝国海軍の装甲巡洋艦。ローン級。二つ目の艦隊法で1902年に建造が承認され、キール工廠で建造された。建造費は約1530万マルクであった。艦名はプロイセンの将軍で政治家でもあるアルブレヒト・フォン・ローンにちなむ。
第一次世界大戦中、スカボロー・ハートリプール・ウィットビー砲撃の際の幾つかの行動に関与したほか、バルト海は1915年7月にロシア巡洋艦部隊と戦い、艦砲射撃も行った。1916年以降は戦争終結までキールで練習艦兼宿泊艦として使用された。水上機母艦に改装する計画もあったが実現しなかった。1920年に除籍され、それから解体された。

## 艦歴
1902年8月起工。1903年6月27日進水。1906年4月5日就役。建造費は1534万5千マルクであった。
1907年4月に「ローン」と軽巡洋艦「ブレーメン」は、4月26日のチェサピーク湾への植民者到着記念日を祝う式典に参加した。それにはドイツの他にイギリス、日本、オーストリア＝ハンガリー帝国、フランス、イタリアなどの艦艇も参加した。
1908年、「ローン」は同型艦「ヨルク」と共に大洋艦隊の偵察隊第2グループに所属し、ヤコブソン (Jacobsen) 少将の旗艦を務めた。9月30日に旗艦任務を巡洋戦艦「モルトケ」に譲り、1911年に「ローン」は退役した。しかし、3年後に第一次世界大戦が勃発すると再就役した。戦争開始時、「ローン」は第3偵察群の旗艦であった。1914年11月3日、「ローン」はヤーマス砲撃作戦に参加した。

### スカボロー・ハートリプール・ウィットビー砲撃

ドイツ艦隊のイギリス沿岸からの撤収時の各部隊の位置関係を示す図。この時、「ローン」は大洋艦隊の後ろに位置していた。

12月15日と16日、「ローン」はスカボロー・ハートリプール・ウィットビー砲撃に参加した。装甲巡洋艦「プリンツ・ハインリヒ」とともに「ローン」は、フランツ・フォン・ヒッパー少将の巡洋艦部隊が砲撃を行う間その遠距離護衛をおこなう大洋艦隊の先頭に配置された。作戦中、「ローン」および付属の駆逐艦はイギリス軍と遭遇した。6時16分に駆逐艦「リンクス」および「ユニティ」と接触したが、砲火を交わすことなく離れた。「ローン」および軽巡洋艦「ハンブルク」からイギリス駆逐艦の存在を報告されると、フリードリヒ・フォン・インゲノール (Friedrich von Ingenohl) 提督は大洋艦隊に対してドイツへの帰投を命じた。この時点で「ローン」と付属の駆逐艦は大洋艦隊の後衛となった。
6時59分、軽巡洋艦「シュトゥットガルト」および「ハンブルク」と合流していた「ローン」は、ロフタス・ウィリアム・ジョーンズ (Loftus William Jones) が率いるイギリスの駆逐艦部隊と遭遇した。ジョーンズは「ローン」を追跡したが、7時40分に「シュトゥットガルト」と「ハンブルク」が追跡者の撃沈に向かった。8時2分、「ローン」は2隻の軽巡洋艦に信号を送り、追跡をやめ大洋艦隊とともに撤退するよう命じた。7時55分にデイヴィッド・ビーティーが「ローン」の位置に関する情報を受け取り、ドイツの巡洋艦攻撃を試みようとして、巡洋戦艦「ニュージーランド」を分派してドイツ艦艇捜索に向かわせる一方残り3隻の巡洋戦艦は距離を置いて続いた。9時までにはビーティーはドイツの巡洋戦艦がハートリプールを砲撃していることを知り、「ローン」の追跡を打ち切ってドイツの巡洋戦艦のほうへ向かった。「ローン」や「ハンブルク」、「シュトゥットガルト」およびそれに同行する駆逐艦は、無事にドイツの港に戻るまで大洋艦隊の最後尾にあった。

### バルト海での活動
ラインハルト・シェア提督は、「ローン」や第3偵察群のほかの装甲巡洋艦は低速で装甲も不十分であることから、北海での作戦に適さないと判断した。そのため、1915年4月から「ローン」はバルト海で活動し、幾度か砲撃任務に従事した。5月11日、イギリス潜水艦「E9」がリバウへ向かう途中の「ローン」などを発見した。リバウは少し前にドイツ陸軍によって占領されていた。「E9」は5本の魚雷を発射し、2本が「ローン」の艦尾近くを通過し残りも外れた。

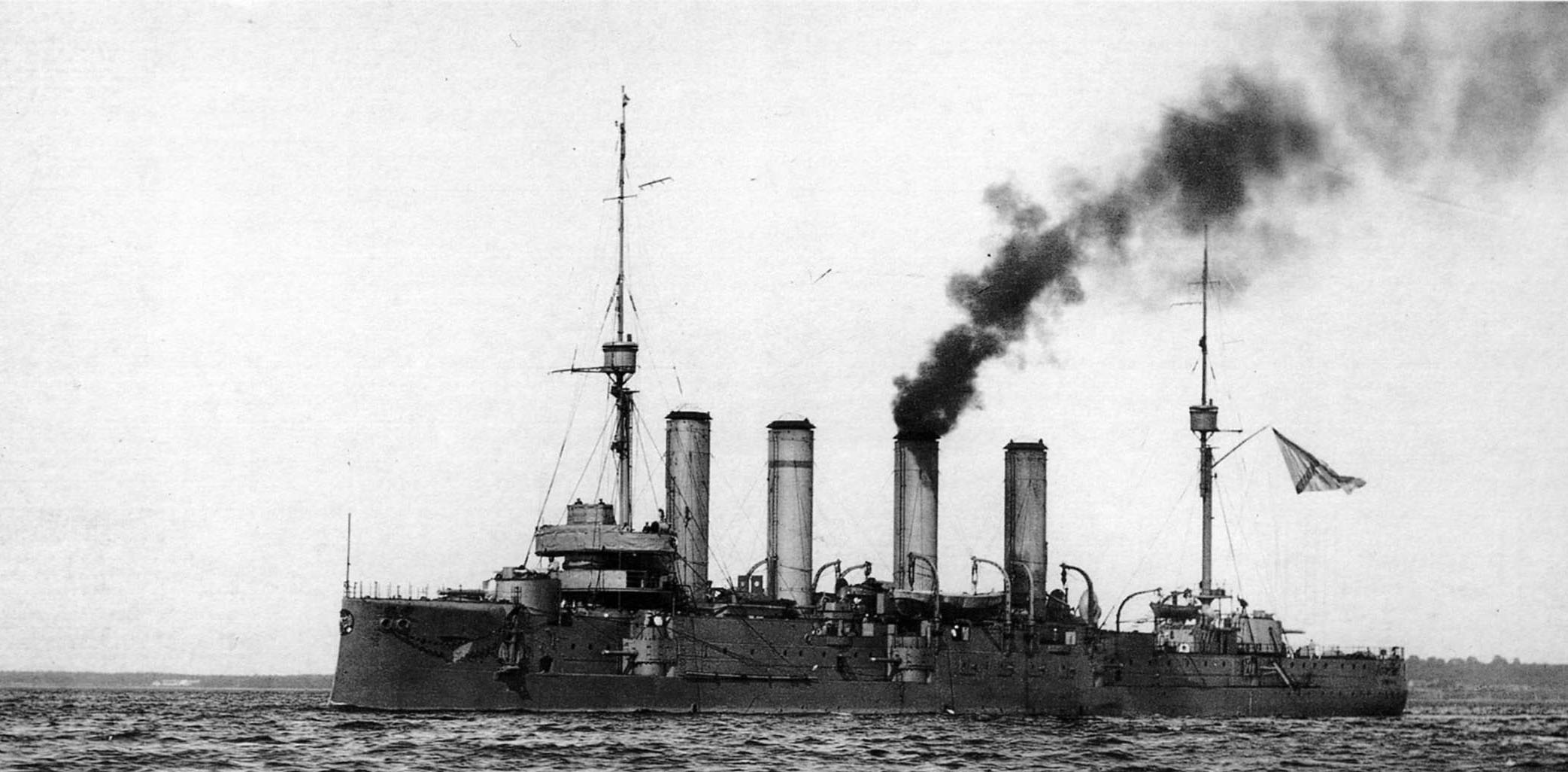
ロシア巡洋艦「アドミラル・マカロフ」

1916年6月20日から22日まで、フィンランド湾沖に機雷を敷設する敷設巡洋艦「アルバトロス」を装甲巡洋艦「プリンツ・アーダルベルト」、「プリンツ・ハインリヒ」とともに護衛。同月末、「ローン」は再び「アルバトロス」の護衛として出撃した。「ローン」は6月30日に「アルバトロス」および水雷艇5隻とともにダンツィヒから出撃し、途中で軽巡洋艦「アウクスブルク」、「リューベック」、水雷艇2隻が合流。「アルバトロス」が機雷敷設を終えると部隊は帰路についた。その途中で「ローン」と「リューベック」、水雷艇4隻は他5隻と別れリーバウへ向かった。7月2日、「アルバトロス」などがロシア装甲巡洋艦「バヤーン」、「アドミラル・マカロフ」、防護巡洋艦「ボガトィーリ」、「オレーク」に攻撃され海戦が発生、「アルバトロス」は損傷してゴットランド島に座礁した。「ローン」なども戦場へ向かいロシアの巡洋艦と交戦したが、途中でドイツ側が反転し、ロシア側も弾薬不足を理由に撤収した。次いでロシア装甲巡洋艦「リューリク」が現れ「ローン」などと交戦したがドイツ側に継戦の意思は無く海戦は終了した。
8月10日、「ローン」と装甲巡洋艦「プリンツ・ハインリヒ」はソルベ半島Zerelのロシア軍陣地を砲撃した。また、ドイツの巡洋艦はZerel沖に停泊していた数隻のロシア駆逐艦を不意打ちし1隻に損害を与えた。

### その後の動向
1916年2月16日、「ローン」が北海でイギリス巡洋艦に拿捕されたと誤って発表された。また、「ローン」が大洋艦隊主力を護衛する部隊の旗艦としてユトランド沖海戦に参加したという誤った発表もあった。この間違いは第一次世界大戦直後に出版された歴史書に見られるが、その後のものでは訂正されている。
1916年11月に「ローン」は武装が取り払われて練習艦兼宿泊艦に改装され、1918年までキールでその用途に用いられた。後甲板に格納庫を設けて「ローン」を水上機母艦に改装するという案があったが、工廠、造船所に余裕がなく実現に至らなかった。「ローン」は1920年11月25日に除籍され、翌年スクラップとなった。